# 小行星列表/143301-143400
| 名稱         | 臨時編號  | 發現日期      | 發現地點     | 發現者                         |
| ------------ | --------- | ------------- | ------------ | ------------------------------ |
| 小行星143301 | 2003 AO39 | 2003年1月7日  | 索科罗       | 林肯近地小行星研究小组         |
| 小行星143302 | 2003 AZ39 | 2003年1月7日  | 索科罗       | 林肯近地小行星研究小组         |
| 小行星143303 | 2003 AF40 | 2003年1月7日  | 索科罗       | 林肯近地小行星研究小组         |
| 小行星143304 | 2003 AU40 | 2003年1月7日  | 索科罗       | 林肯近地小行星研究小组         |
| 小行星143305 | 2003 AD41 | 2003年1月7日  | 索科罗       | 林肯近地小行星研究小组         |
| 小行星143306 | 2003 AE41 | 2003年1月7日  | 索科罗       | 林肯近地小行星研究小组         |
| 小行星143307 | 2003 AK41 | 2003年1月7日  | 索科罗       | 林肯近地小行星研究小组         |
| 小行星143308 | 2003 AQ41 | 2003年1月7日  | 索科罗       | 林肯近地小行星研究小组         |
| 小行星143309 | 2003 AM42 | 2003年1月7日  | 索科罗       | 林肯近地小行星研究小组         |
| 小行星143310 | 2003 AV42 | 2003年1月5日  | 索科罗       | 林肯近地小行星研究小组         |
| 小行星143311 | 2003 AW45 | 2003年1月5日  | 索科罗       | 林肯近地小行星研究小组         |
| 小行星143312 | 2003 AB47 | 2003年1月5日  | 索科罗       | 林肯近地小行星研究小组         |
| 小行星143313 | 2003 AC47 | 2003年1月5日  | 索科罗       | 林肯近地小行星研究小组         |
| 小行星143314 | 2003 AL47 | 2003年1月5日  | 索科罗       | 林肯近地小行星研究小组         |
| 小行星143315 | 2003 AQ48 | 2003年1月5日  | 索科罗       | 林肯近地小行星研究小组         |
| 小行星143316 | 2003 AY48 | 2003年1月5日  | 索科罗       | 林肯近地小行星研究小组         |
| 小行星143317 | 2003 AS51 | 2003年1月5日  | 索科罗       | 林肯近地小行星研究小组         |
| 小行星143318 | 2003 AQ53 | 2003年1月5日  | 索科罗       | 林肯近地小行星研究小组         |
| 小行星143319 | 2003 AV54 | 2003年1月5日  | 索科罗       | 林肯近地小行星研究小组         |
| 小行星143320 | 2003 AY56 | 2003年1月5日  | 索科罗       | 林肯近地小行星研究小组         |
| 小行星143321 | 2003 AP57 | 2003年1月5日  | 索科罗       | 林肯近地小行星研究小组         |
| 小行星143322 | 2003 AV57 | 2003年1月5日  | 索科罗       | 林肯近地小行星研究小组         |
| 小行星143323 | 2003 AE58 | 2003年1月5日  | 索科罗       | 林肯近地小行星研究小组         |
| 小行星143324 | 2003 AO60 | 2003年1月7日  | 索科罗       | 林肯近地小行星研究小组         |
| 小行星143325 | 2003 AX61 | 2003年1月7日  | 索科罗       | 林肯近地小行星研究小组         |
| 小行星143326 | 2003 AL62 | 2003年1月8日  | 索科罗       | 林肯近地小行星研究小组         |
| 小行星143327 | 2003 AV63 | 2003年1月8日  | 索科罗       | 林肯近地小行星研究小组         |
| 小行星143328 | 2003 AD64 | 2003年1月7日  | 索科罗       | 林肯近地小行星研究小组         |
| 小行星143329 | 2003 AP64 | 2003年1月7日  | 索科罗       | 林肯近地小行星研究小组         |
| 小行星143330 | 2003 AL65 | 2003年1月7日  | 索科罗       | 林肯近地小行星研究小组         |
| 小行星143331 | 2003 AN65 | 2003年1月7日  | 索科罗       | 林肯近地小行星研究小组         |
| 小行星143332 | 2003 AD66 | 2003年1月7日  | 索科罗       | 林肯近地小行星研究小组         |
| 小行星143333 | 2003 AJ66 | 2003年1月7日  | 索科罗       | 林肯近地小行星研究小组         |
| 小行星143334 | 2003 AK70 | 2003年1月10日 | 索科罗       | 林肯近地小行星研究小组         |
| 小行星143335 | 2003 AA72 | 2003年1月10日 | 索科罗       | 林肯近地小行星研究小组         |
| 小行星143336 | 2003 AV73 | 2003年1月10日 | 索科罗       | 林肯近地小行星研究小组         |
| 小行星143337 | 2003 AW73 | 2003年1月10日 | 索科罗       | 林肯近地小行星研究小组         |
| 小行星143338 | 2003 AX73 | 2003年1月10日 | 索科罗       | 林肯近地小行星研究小组         |
| 小行星143339 | 2003 AZ73 | 2003年1月10日 | 索科罗       | 林肯近地小行星研究小组         |
| 小行星143340 | 2003 AC74 | 2003年1月10日 | 索科罗       | 林肯近地小行星研究小组         |
| 小行星143341 | 2003 AV75 | 2003年1月10日 | 索科罗       | 林肯近地小行星研究小组         |
| 小行星143342 | 2003 AW75 | 2003年1月10日 | 索科罗       | 林肯近地小行星研究小组         |
| 小行星143343 | 2003 AH76 | 2003年1月10日 | 索科罗       | 林肯近地小行星研究小组         |
| 小行星143344 | 2003 AT77 | 2003年1月10日 | 索科罗       | 林肯近地小行星研究小组         |
| 小行星143345 | 2003 AF78 | 2003年1月10日 | 索科罗       | 林肯近地小行星研究小组         |
| 小行星143346 | 2003 AS78 | 2003年1月10日 | 基特峰       | 太空监视                       |
| 小行星143347 | 2003 AR80 | 2003年1月11日 | 索科罗       | 林肯近地小行星研究小组         |
| 小行星143348 | 2003 AE81 | 2003年1月12日 | 可可尼诺县   | 洛厄尔天文台近地小行星搜寻计划 |
| 小行星143349 | 2003 AG81 | 2003年1月10日 | 索科罗       | 林肯近地小行星研究小组         |
| 小行星143350 | 2003 AW81 | 2003年1月12日 | 可可尼诺县   | 洛厄尔天文台近地小行星搜寻计划 |
| 小行星143351 | 2003 AD84 | 2003年1月11日 | 基特峰       | 太空监视                       |
| 小行星143352 | 2003 AB85 | 2003年1月7日  | 基特峰       | 引力透鏡深空巡天               |
| 小行星143353 | 2003 AP86 | 2003年1月1日  | 索科罗       | 林肯近地小行星研究小组         |
| 小行星143354 | 2003 AS87 | 2003年1月1日  | 索科罗       | 林肯近地小行星研究小组         |
| 小行星143355 | 2003 AD88 | 2003年1月2日  | 索科罗       | 林肯近地小行星研究小组         |
| 小行星143356 | 2003 AK92 | 2003年1月7日  | 索科罗       | 林肯近地小行星研究小组         |
| 小行星143357 | 2003 AS92 | 2003年1月10日 | 图森         | Goodricke-Pigott               |
| 小行星143358 | 2003 BF   | 2003年1月18日 | 帕洛马山     | 近地小行星追踪                 |
| 小行星143359 | 2003 BV   | 2003年1月24日 | 帕洛马山     | 近地小行星追踪                 |
| 小行星143360 | 2003 BB2  | 2003年1月25日 | 可可尼诺县   | 洛厄尔天文台近地小行星搜寻计划 |
| 小行星143361 | 2003 BP2  | 2003年1月26日 | 基特峰       | 太空监视                       |
| 小行星143362 | 2003 BC6  | 2003年1月23日 | Kvistaberg   | 烏普薩拉－DLR小行星巡天        |
| 小行星143363 | 2003 BK6  | 2003年1月24日 | 帕洛马山     | 近地小行星追踪                 |
| 小行星143364 | 2003 BL6  | 2003年1月24日 | 帕洛马山     | 近地小行星追踪                 |
| 小行星143365 | 2003 BH7  | 2003年1月25日 | 可可尼诺县   | 洛厄尔天文台近地小行星搜寻计划 |
| 小行星143366 | 2003 BL7  | 2003年1月25日 | 帕洛马山     | 近地小行星追踪                 |
| 小行星143367 | 2003 BA8  | 2003年1月26日 | 帕洛马山     | 近地小行星追踪                 |
| 小行星143368 | 2003 BT8  | 2003年1月26日 | 可可尼诺县   | 洛厄尔天文台近地小行星搜寻计划 |
| 小行星143369 | 2003 BB9  | 2003年1月26日 | 可可尼诺县   | 洛厄尔天文台近地小行星搜寻计划 |
| 小行星143370 | 2003 BJ9  | 2003年1月26日 | 帕洛马山     | 近地小行星追踪                 |
| 小行星143371 | 2003 BN10 | 2003年1月26日 | 可可尼诺县   | 洛厄尔天文台近地小行星搜寻计划 |
| 小行星143372 | 2003 BB11 | 2003年1月26日 | 可可尼诺县   | 洛厄尔天文台近地小行星搜寻计划 |
| 小行星143373 | 2003 BK12 | 2003年1月26日 | 可可尼诺县   | 洛厄尔天文台近地小行星搜寻计划 |
| 小行星143374 | 2003 BE13 | 2003年1月26日 | 海勒卡拉     | 近地小行星追踪                 |
| 小行星143375 | 2003 BG13 | 2003年1月26日 | 海勒卡拉     | 近地小行星追踪                 |
| 小行星143376 | 2003 BB15 | 2003年1月26日 | 海勒卡拉     | 近地小行星追踪                 |
| 小行星143377 | 2003 BD15 | 2003年1月26日 | 海勒卡拉     | 近地小行星追踪                 |
| 小行星143378 | 2003 BU16 | 2003年1月26日 | 海勒卡拉     | 近地小行星追踪                 |
| 小行星143379 | 2003 BA18 | 2003年1月27日 | 索科罗       | 林肯近地小行星研究小组         |
| 小行星143380 | 2003 BH19 | 2003年1月26日 | 可可尼诺县   | 洛厄尔天文台近地小行星搜寻计划 |
| 小行星143381 | 2003 BC21 | 2003年1月27日 | 海勒卡拉     | 近地小行星追踪                 |
| 小行星143382 | 2003 BT21 | 2003年1月27日 | 可可尼诺县   | 洛厄尔天文台近地小行星搜寻计划 |
| 小行星143383 | 2003 BR24 | 2003年1月25日 | 帕洛马山     | 近地小行星追踪                 |
| 小行星143384 | 2003 BZ24 | 2003年1月25日 | 帕洛马山     | 近地小行星追踪                 |
| 小行星143385 | 2003 BR25 | 2003年1月26日 | 帕洛马山     | 近地小行星追踪                 |
| 小行星143386 | 2003 BY25 | 2003年1月26日 | 帕洛马山     | 近地小行星追踪                 |
| 小行星143387 | 2003 BG26 | 2003年1月26日 | 帕洛马山     | 近地小行星追踪                 |
| 小行星143388 | 2003 BN26 | 2003年1月26日 | 帕洛马山     | 近地小行星追踪                 |
| 小行星143389 | 2003 BK27 | 2003年1月26日 | 可可尼诺县   | 洛厄尔天文台近地小行星搜寻计划 |
| 小行星143390 | 2003 BN27 | 2003年1月26日 | 可可尼诺县   | 洛厄尔天文台近地小行星搜寻计划 |
| 小行星143391 | 2003 BM28 | 2003年1月26日 | 海勒卡拉     | 近地小行星追踪                 |
| 小行星143392 | 2003 BT28 | 2003年1月27日 | 可可尼诺县   | 洛厄尔天文台近地小行星搜寻计划 |
| 小行星143393 | 2003 BX28 | 2003年1月27日 | 索科罗       | 林肯近地小行星研究小组         |
| 小行星143394 | 2003 BG29 | 2003年1月27日 | 可可尼诺县   | 洛厄尔天文台近地小行星搜寻计划 |
| 小行星143395 | 2003 BU29 | 2003年1月27日 | 索科罗       | 林肯近地小行星研究小组         |
| 小行星143396 | 2003 BP30 | 2003年1月27日 | 索科罗       | 林肯近地小行星研究小组         |
| 小行星143397 | 2003 BC32 | 2003年1月27日 | 帕洛马山     | 近地小行星追踪                 |
| 小行星143398 | 2003 BE34 | 2003年1月25日 | 拉西拉天文台 | 安德烈亞·博蒂尼、漢斯·蕭爾     |
| 小行星143399 | 2003 BU34 | 2003年1月27日 | 可可尼诺县   | 洛厄尔天文台近地小行星搜寻计划 |
| 小行星143400 | 2003 BX34 | 2003年1月27日 | 索科罗       | 林肯近地小行星研究小组         |